# Горы Архимеда
Горы Архимеда (лат. Montes Archimedes) — горная система на Луне, в юго-восточной части Моря Дождей. Наибольшая протяжённость — около 150 км, максимальная высота — около 2000 м. На юго-востоке граничат с Апеннинами, на северо-востоке — с Болотом Гниения, а на севере примыкают к кратеру Архимед. Горы расположены в районе, ограниченном селенографическими координатами 22,99° — 27,79° с. ш., 7,51° — 3,22° з. д.
Самые высокие вершины стоят в центральной части массива, в районе диаметром около 70 км; остальные пики хаотично разбросаны по всей площади, занимаемой горами. Ни один из пиков не получил собственного наименования. Горы Архимеда намного ниже соседних Апеннин. Образование обоих этих горных систем связано с имбрийским импактом, породившим бассейн Моря Дождей и ознаменовавшим начало раннеимбрийской эпохи. Время этого события оценивают примерно в 3,85 миллиарда лет назад.
Название дано от соседнего кратера Архимед.